# 第85回天皇杯全日本サッカー選手権大会
第85回天皇杯全日本サッカー選手権大会（だい85かい てんのうはいぜんにほんさっかーせんしゅけんたいかい）は、2005年（平成17年）9月17日から2006年（平成18年）1月1日まで開催された天皇杯全日本サッカー選手権大会である。
この大会は浦和レッドダイヤモンズが前身の三菱重工業サッカー部時代以来、25年ぶり5度目の優勝を果たした。

## 概要
今大会から主催者に日本プロサッカーリーグ（Jリーグ）が加わった。また、「日本におけるドイツ 2005/2006」及び2006 FIFAワールドカップドイツ大会開催を記念し、この大会より優勝者に東京ドイツ文化センターからドイツ杯も授与された。
レギュレーションの大きな変更点としては、延長戦の方式変更が挙げられる。国際サッカー連盟（FIFA）が延長戦におけるゴールデンゴール・シルバーゴール両方式を廃止したのに伴い、本大会でもVゴール方式を廃止し、得点が入っても必ず15分ハーフの延長戦を実施することになった。
また、大会への自動出場権を持つJ2チームの増加に伴い、JFLシードが2チーム、大学シードが総理大臣杯全日本大学サッカートーナメント優勝の1チームのみとなり、前回からそれぞれ1チーム減少した。
組み合わせにおいては、47都道府県代表と大学シードが出場する1回戦と2回戦は、48チームを14のグループ（4チーム×6と3チーム×8）に分け、それぞれのグループが同一の会場で1回戦と2回戦（中1日での開催となった）を戦う方式となった。
3回戦ではJFL所属の佐川急便東京SCがJ2コンサドーレ札幌を破り、4年ぶりのJクラブ撃破となった。佐川東京は2007年から佐川急便SCとして改組され、同大会が最後の天皇杯本大会出場になった。また、4回戦ではJFLのHonda FCがJ1のセレッソ大阪を相手にPK戦まで持ち込み、J2の横浜FCはヤマザキナビスコ杯準優勝のガンバ大阪に対して90分間と延長戦の2度とも試合終了間際までリードする健闘を見せたが、結局ベスト8はすべてJ1チームとなった。
4回戦でヤマザキナビスコ杯優勝のジェフユナイテッド市原・千葉と対戦したヴァンフォーレ甲府は、その時点でJ2の3位でJ1昇格争いをしていたが、主力選手を休ませずに試合に臨み、延長戦で敗れた。試合後に千葉監督のイビチャ・オシムは試合後の挨拶で甲府監督の大木武に対してそのサッカーを称賛し、翌年はJ1で対戦したいと述べた。甲府は実際に同年にJ1昇格を達成した。
この大会ではダービーマッチに類する対戦が5試合あった。3回戦で行われた徳島県勢同士の対戦はJ2の徳島ヴォルティスが四国サッカーリーグの三洋電機徳島に圧勝したが、「仙台ダービー」ではJ2のベガルタ仙台と東北地区大学サッカーリーグ所属の仙台大学がPK戦までもつれこむ接戦を演じた。残りの3試合は、準々決勝の「大阪ダービー」、「静岡ダービー」と準決勝の「さいたまダービー」。
なお、6チーム出場した2種（高校生年代）チームは、前回に2勝して3回戦へ進出した大分トリニータU-18を含めて全て初戦敗退になった。

## スケジュール
| 1回戦    | 9月17日      | 都道府県代表39チーム、大学シードチームの出場 |
| 2回戦    | 9月19日      | 1回戦シード都道府県代表8チームの出場         |
| 3回戦    | 10月9日      | J2チーム、JFLシードチームの出場              |
| 4回戦    | 11月3日      | J1チームの出場                               |
| 5回戦    | 12月10日     |                                              |
| 準々決勝 | 12月24日     |                                              |
| 準決勝   | 12月29日     |                                              |
| 決勝     | 2006年1月1日 | 国立霞ヶ丘競技場陸上競技場                   |

## 出場チーム

### Jリーグ ディビジョン1
- 鹿島アントラーズ（22回目）
- 浦和レッドダイヤモンズ（41回目）
- 大宮アルディージャ（11回目）
- ジェフユナイテッド市原・千葉（41回目）
- 柏レイソル（38回目）
- FC東京（12回目）
- 東京ヴェルディ1969（31回目）
- 川崎フロンターレ（22回目）
- 横浜F・マリノス（28回目）[4]

- アルビレックス新潟（14回目）
- 清水エスパルス（14回目）
- ジュビロ磐田（29回目）
- 名古屋グランパスエイト（29回目）[5]
- ガンバ大阪（25回目）
- セレッソ大阪（37回目）
- ヴィッセル神戸（19回目）
- サンフレッチェ広島F.C（54回目）
- 大分トリニータ（10回目）

### Jリーグ ディビジョン2
- コンサドーレ札幌（25回目）
- ベガルタ仙台（12回目）
- モンテディオ山形（14回目）
- 水戸ホーリーホック（10回目）
- ザスパ草津（3回目）
- 横浜FC（7回目）

- 湘南ベルマーレ（34回目）
- ヴァンフォーレ甲府（14回目）
- 京都パープルサンガ（23回目）
- アビスパ福岡（14回目）
- 徳島ヴォルティス（17回目）
- サガン鳥栖（14回目）[6]

### JFL
- 栃木SC（8回目）
- Honda FC（30回目）

### 大学
- 関西大学（11回目）[7]

### 都道府県代表
- 北海道 札幌大学（20回目）
- 青森県 八戸大学（5回目）
- 岩手県 グルージャ盛岡（初出場）
- 宮城県 仙台大学（初出場）
- 秋田県 TDK（12回目）
- 山形県 山形中央高校（3回目）
- 福島県 FCプリメーロ（6回目）
- 茨城県 筑波大学（23回目）[8]
- 栃木県 日立栃木（初出場）
- 群馬県 FCホリコシ（5回目）
- 埼玉県 埼玉SC（5回目）
- 千葉県 柏レイソルU-18（初出場）
- 東京都 佐川急便東京SC（4回目）
- 神奈川県 東海大学（9回目）
- 山梨県 韮崎アストロス（10回目）
- 長野県 FCアンテロープ（初出場）
- 新潟県 JAPANサッカーカレッジ（6回目）
- 富山県 アローズ北陸（9回目）
- 石川県 金沢SC（3回目）
- 福井県 丸岡高校（4回目）
- 静岡県 浜松大学（2回目）
- 愛知県 デンソー（11回目）
- 三重県 三重中京大学（2回目）
- 岐阜県 中京高校（2回目）

- 滋賀県 びわこ成蹊スポーツ大学（初出場）
- 京都府 佐川印刷SC（3回目）
- 大阪府 アイン食品（2回目）
- 兵庫県 バンディオンセ神戸（3回目）[9]
- 奈良県 高田FC（2回目）
- 和歌山県 初芝橋本高校（5回目）
- 鳥取県 SC鳥取（8回目）
- 島根県 FCセントラル中国（2回目）
- 岡山県 三菱自動車水島FC（7回目）
- 広島県 佐川急便中国（初出場）
- 山口県 徳山大学（4回目）
- 香川県 高松FC（7回目）
- 徳島県 三洋電機徳島（3回目）
- 愛媛県 愛媛FC（7回目）
- 高知県 高知大学（10回目）
- 福岡県 福岡大学（23回目）
- 佐賀県 九州INAX（4回目）
- 長崎県 三菱重工長崎（5回目）
- 熊本県 ロッソ熊本（6回目）[10]
- 大分県 大分トリニータU-18（3回目）
- 宮崎県 ホンダロック（5回目）
- 鹿児島県 鹿屋体育大学（5回目）
- 沖縄県 FC琉球（2回目）

## 試合

### 1回戦
| 【1】 2006年9月17日 | TDK         | 1 - 3    | 愛媛FC                                        | 秋田市八橋陸上競技場           |  |
| 15:00               | 富樫豪 27分 | 公式記録 | 前川正行 24分 · 星野真悟 33分 · 赤井秀一 38分 | 観客数: 1,168人 主審: 安食弘幸 |  |

| 【2】 2006年9月17日 | 九州INAX                        | 2 - 1    | 柏レイソルU-18 | 秋田市八橋陸上競技場           |  |
| 12:01               | 山田健一郎 47分 · 榮岩和也 79分 | 公式記録 | 中台晶大 2分   | 観客数: 562人 主審: 八木あかね |  |

| 【3】 2006年9月17日 | 日立栃木      | 1 - 2    | アイン食品                    | 栃木県グリーンスタジアム       |  |
| 15:00               | 三輪宏真 70分 | 公式記録 | 南茂英樹 57分 · 藤川健司 87分 | 観客数: 551人 主審: 中原美智雄 |  |

| 【4】 2006年9月17日 | 三菱重工長崎                                       | 4 - 3    | 初芝橋本高校                                    | 栃木県グリーンスタジアム     |  |
| 12:00               | 今村文彦 9分 · 詰坂光晴 60分, 80分 · 中尾和弘 88分 | 公式記録 | 小西啓太 11分 · 岡田翔太郎 52分 · 岡根直哉 55分 | 観客数: 110人 主審: 河合英治 |  |

| 【5】 2006年9月17日 | 丸岡高校 | 0 - 3    | 佐川急便中国                       | テクノポート福井スタジアム   |  |
| 15:00               |          | 公式記録 | 本田健司 15分 (67) · 河上健司 28分 | 観客数: 575人 主審: 柳沢和也 |  |

| 【6】 2006年9月17日 | びわこ成蹊スポーツ大学          | 2 - 1    | 大分トリニータU-18 | テクノポート福井スタジアム     |  |
| 12:00               | 宇野勇気 55分 · 三反田裕也 87分 | 公式記録 | 桜井翔仁 26分      | 観客数: 354人 主審: 金子聡一郎 |  |

| 【7】 2006年9月17日 | FCセントラル中国                                           | 3 - 1    | JAPANサッカーカレッジ | 松江市営陸上競技場         |  |
| 15:00               | 田岡直樹 4分 · ゴンザレス・アルベルト 37分 · 助木栄司 78分 | 公式記録 | 佐藤ルシアーノ 89分   | 観客数: 415人 主審: 青木隆 |  |

| 【8】 2006年9月17日 | グルージャ盛岡    | 2 - 4    | 佐川印刷SC                                            | 松江市営陸上競技場           |  |
| 12:00               | 西洋祐 58分, 70分 | 公式記録 | 大槻紘士 27分, 71分 · 木村卓也 47分 · 安部雄二郎 85分 | 観客数: 320人 主審: 原田昌彦 |  |

| 【9】 2006年9月17日 | 三重中京大学                                        | 4 - 0    | 山形中央高校 | 三重県営鈴鹿スポーツガーデン |  |
| 15:00               | 吉村純一 20分, 66分 · 柴原永渡 31分 · 野崎陽介 77分 | 公式記録 |              | 観客数: 472人 主審: 数原武志 |  |

| 【10】 2006年9月17日 | 八戸大学                   | 2 - 6    | ホンダロック                                                                       | 三重県営鈴鹿スポーツガーデン |  |
| 12:00                | 松田賢太 2分 · 中山学 29分 | 公式記録 | 永里匡史 8分 · 小谷慎一 19分 · 池田竜市 52分 · 大串良秀 61分, 69分 · 斉藤傑緯 89分 | 観客数: 472人 主審: 田尻智計 |  |

| 【11】 2006年9月17日 | ロッソ熊本    | 1 - 2 (延長) | 三菱水島FC                       | 熊本市水前寺競技場             |  |
| 12:00                | 朝比奈伸 89分 | 公式記録     | 山下聡也 24分 · 高松剛太郎 115分 | 観客数: 1,120人 主審: 小川直仁 |  |

| 【12】 2006年9月17日 | バンディオンセ神戸 | 1 - 0    | FCアンテロープ | 熊本市水前寺競技場           |  |
| 15:15                | 稲本侑 43分        | 公式記録 |                | 観客数: 110人 主審: 金田大吉 |  |

| 【13】 2006年9月17日 | 高田FC                        | 2 - 0    | 高松FC | 奈良県立橿原公苑陸上競技場   |  |
| 13:01                | 内野智章 46分 · 佐古正樹 84分 | 公式記録 |        | 観客数: 566人 主審: 恩氏孝夫 |  |

| 【14】 2006年9月17日 | FC琉球                                                                       | 5 - 2    | 徳山大学                    | 沖縄県総合運動公園陸上競技場 |  |
| 13:01                | 佐藤拓也 4分 · 宮城哲朗 12分 · 関貴史 79分 · ダ・シルバ 88分 · 藤吉信次 89分 | 公式記録 | 木村健太 49分 · 田中諒 61分 | 観客数: 568人 主審: 鳥越明弘 |  |

| 【15】 2006年9月17日 | SC鳥取             | 1 - 0    | 鹿屋体育大学 | 鳥取市営サッカー場バードスタジアム |  |
| 13:00                | 増本浩平 88分 (PK) | 公式記録 |              | 観客数: 506人 主審: 田中厚         |  |

| 【16】 2006年9月17日 | アローズ北陸                                        | 4 - 2    | 関西大学            | 富山県総合運動公園陸上競技場 |  |
| 13:00                | 川前力也 13分 · 北川佳男 17分, 66分 · 石橋直希 43分 | 公式記録 | 木本敬介 46分, 55分 | 観客数: 873人 主審: 谷内浩仁 |  |

| 【17】 2006年9月17日 | 高知大学 | 0 - 5    | FCホリコシ                                                   | 高知県立春野総合運動公園陸上競技場 |  |
| 13:00                |          | 公式記録 | アマラオ 29分, 52分 · 片桐淳至 37分, 73分 · 森陽一 64分 (PK) | 観客数: 560人 主審: 岡野尚士       |  |

| 【18】 2006年9月17日 | FCプリメーロ                  | 2 - 1    | 金沢SC        | Jヴィレッジスタジアム        |  |
| 13:00                | 佐藤崇史 64分 · 熊坂光央 87分 | 公式記録 | 輿石哲志 13分 | 観客数: 560人 主審: 大川直也 |  |

| 【19】 2006年9月17日 | 中京高校      | 1 - 3    | 三洋電機徳島                               | 岐阜メモリアルセンター長良川球技場メドウ |  |
| 13:01                | 鎌倉裕一 88分 | 公式記録 | 井川豊海 0分 · 高木卓 14分 · 中川憲一 37分 | 観客数: 486人 主審: 中込均               |  |

| 【20】 2006年9月17日 | 札幌大学            | 2 - 0    | 韮崎アストロス | 札幌市厚別公園競技場         |  |
| 13:01                | 松田卓也 32分, 86分 | 公式記録 |                | 観客数: 574人 主審: 伊東知哉 |  |

### 2回戦
| 【21】 2006年9月19日 | 愛媛FC                                                   | 5 - 1    | 九州INAX      | 秋田市八橋陸上競技場         |  |
| 13:00                | 濱岡和久 9分 · 田中俊也 21分, 37分, 74分 · 友近聡朗 75分 | 公式記録 | 安富義彦 85分 | 観客数: 307人 主審: 浅野正樹 |  |

| 【22】 2006年9月19日 | アイン食品                                         | 4 - 1    | 三菱重工長崎  | 栃木県グリーンスタジアム   |  |
| 13:00                | 南茂英樹 2分 · 北島一男 62分, 65分 · 水内康夫 67分 | 公式記録 | 長岡敬芳 75分 | 観客数: 106人 主審: 相樂亨 |  |

| 【23】 2006年9月19日 | 佐川急便中国 | 0 - 3    | びわこ成蹊スポーツ大学              | テクノポート福井スタジアム   |  |
| 13:00                |              | 公式記録 | 石本哲也 21分 · 近藤岳登 22分, 77分 | 観客数: 311人 主審: 井上知大 |  |

| 【24】 2006年9月19日 | FCセントラル中国 | 0 - 5    | 佐川印刷SC                                                            | 松江市営陸上競技場           |  |
| 13:00                |                  | 公式記録 | 堀池勇平 23分, 36分 · 町中大輔 35分 · 安部雄二郎 77分 · 東純一郎 83分 | 観客数: 533人 主審: 江角直樹 |  |

| 【25】 2006年9月19日 | 三重中京大学 | 1 - 2    | ホンダロック                | 三重県営鈴鹿スポーツガーデン |  |
| 13:00                | 60分 (o.g.)  | 公式記録 | 大串良秀 24分 · 54分 (o.g.) | 観客数: 611人 主審: 勝又光司 |  |

| 【26】 2006年9月19日 | 三菱水島FC              | 2 - 0 (延長) | バンディオンセ神戸 | 熊本市水前寺競技場           |  |
| 13:00                | 高松剛太郎 105分, 108分 | 公式記録     |                    | 観客数: 143人 主審: 相葉忠臣 |  |

| 【27】 2006年9月19日 | 高田FC        | 1 - 6    | 福岡大学                                                             | 奈良県立橿原公苑陸上競技場   |  |
| 13:00                | 廣津秀隆 56分 | 公式記録 | 衛藤裕 1分, 80分 · 石崎淳一 25分, 32分 · 高橋大輔 50分 · 角廣介 81分 | 観客数: 591人 主審: 高橋佳久 |  |

| 【28】 2006年9月19日 | FC琉球        | 1 - 0    | デンソー | 沖縄県総合運動公園陸上競技場     |  |
| 13:00                | 藤吉信次 84分 | 公式記録 |          | 観客数: 1,063人 主審: 大岩真由美 |  |

| 【29】 2006年9月19日 | SC鳥取                      | 2 - 3    | 佐川急便東京SC                      | 鳥取市営サッカー場バードスタジアム |  |
| 13:00                | 山根伸 38分 · 江後賢一 80分 | 公式記録 | 大久保哲哉 44分, 89分 · 堀健人 68分 | 観客数: 619人 主審: 石川恭司       |  |

| 【30】 2006年9月19日 | アローズ北陸                        | 3 - 1    | 浜松大学        | 富山県総合運動公園陸上競技場   |  |
| 13:00                | 石橋直希 18分, 63分 · 北川佳男 52分 | 公式記録 | 真仁田裕樹 80分 | 観客数: 1,081人 主審: 竹内元人 |  |

| 【31】 2006年9月19日 | FCホリコシ | 2 - 0    | 埼玉SC                        | 高知県立春野総合運動公園陸上競技場 |  |
| 13:00                |            | 公式記録 | アマラオ 50分 · 平間智和 62分 | 観客数: 326人 主審: 戸田東吾       |  |

| 【32】 2006年9月19日 | FCプリメーロ  | 1 - 4    | 筑波大学                                                   | Jヴィレッジスタジアム        |  |
| 13:00                | 熊坂光央 88分 | 公式記録 | 岡田隆 4分 · 藤本淳吾 68分 · 阿部翔平 75分 · 麻生耕平 76分 | 観客数: 744人 主審: 佐藤秀明 |  |

| 【33】 2006年9月19日 | 三洋電機徳島  | 1 - 0    | 東海大学 | 岐阜メモリアルセンター長良川球技場メドウ |  |
| 13:00                | 多賀直哉 84分 | 公式記録 |          | 観客数: 370人 主審: 小椋剛               |  |

| 【34】 2006年9月19日 | 札幌大学 | 0 - 1    | 仙台大学    | 札幌市厚別公園競技場         |  |
| 13:00                |          | 公式記録 | 金子恵 58分 | 観客数: 854人 主審: 西村典之 |  |

### 3回戦
| 【35】 2006年10月9日 | ザスパ草津                          | 3 - 2    | 愛媛FC                      | 群馬県立敷島公園サッカーラグビー場 |  |
| 13:00                | 樹森大介 42分 · 佐藤正美 86分, 87分 | 公式記録 | 友近聡朗 23分 · 広庭輝 57分 | 観客数: 2,015人 主審: 田辺宏司     |  |

| 【36】 2006年10月9日 | 水戸ホーリーホック                                                                                  | 9 - 0    | アイン食品 | ひたちなか市総合運動公園陸上競技場 |  |
| 13:05                | 磯山和司 31分 · 秋田政輝 51分, 79分 · 関隆倫 52分, 61分 · ファビオ 58分, 66分, 88分 · 須田興輔 65分 | 公式記録 |            | 観客数: 846人 主審: 牧野明久       |  |

| 【37】 2006年10月9日 | ヴァンフォーレ甲府 | 1 - 0    | びわこ成蹊スポーツ大学 | 山梨県小瀬スポーツ公園陸上競技場 |  |
| 13:05                | 井上雄幾 36分      | 公式記録 |                        | 観客数: 1,648人 主審: 前田拓哉   |  |

| 【38】 2006年10月9日 | アビスパ福岡  | 1 - 0    | 佐川印刷SC | 大阪市長居第2陸上競技場      |  |
| 13:00                | 松下裕樹 29分 | 公式記録 |            | 観客数: 859人 主審: 池田直寛 |  |

| 【39】 2006年10月9日 | 栃木SC | 0 - 1    | ホンダロック  | 栃木県グリーンスタジアム         |  |
| 13:00                |        | 公式記録 | 倉石圭二 61分 | 観客数: 1,096人 主審: 八木あかね |  |

| 【40】 2006年10月9日 | モンテディオ山形                              | 3 - 0    | 三菱水島FC | 山形県総合運動公園陸上競技場   |  |
| 13:00                | 太田雅之 58分 · 高橋健二 66分 · 外池大亮 73分 | 公式記録 |            | 観客数: 2,187人 主審: 辺見康裕 |  |

| 【41】 2006年10月9日 | Honda FC                                      | 3 - 1    | 福岡大学    | Honda都田サッカー場            |  |
| 13:00                | 鵜飼宏長 32分 · 鈴木弘大 34分 · 宇留野純 43分 | 公式記録 | 衛藤裕 81分 | 観客数: 726人 主審: 大岩真由美 |  |

| 【42】 2006年10月9日 | 京都パープルサンガ                | 3 - 0    | FC琉球 | 京都市西京極総合運動公園陸上競技場兼球技場 |  |
| 13:00                | 田原豊 32分 · 冨田晋矢 59分, 85分 | 公式記録 |        | 観客数: 1,909人 主審: 長田和久             |  |

| 【43】 2006年10月9日 | コンサドーレ札幌 | 0 - 2    | 佐川急便東京SC                  | 室蘭市入江運動公園陸上競技場   |  |
| 13:00                |                  | 公式記録 | 山本正男 81分 · 大久保哲哉 87分 | 観客数: 2,984人 主審: 鍋島將起 |  |

| 【44】 2006年10月9日 | 湘南ベルマーレ | 1 - 2 (延長) | アローズ北陸                   | 平塚競技場                     |  |
| 13:00                | ゴーラン 42分  | 公式記録     | 北川佳男 46分 · 松下和磨 118分 | 観客数: 1,079人 主審: 早川一行 |  |

| 【45】 2006年10月9日 | 横浜FC        | 1 - 0    | FCホリコシ | 横浜市三ツ沢公園球技場         |  |
| 13:04                | 内田智也 29分 | 公式記録 |            | 観客数: 3,090人 主審: 村上伸次 |  |

| 【46】 2006年10月9日 | サガン鳥栖    | 1 - 0    | 筑波大学 | 佐賀県総合運動場陸上競技場     |  |
| 13:00                | 新居辰基 80分 | 公式記録 |          | 観客数: 1,779人 主審: 岡野宇広 |  |

| 【47】 2006年10月9日 | 徳島ヴォルティス                                                     | 7 - 0    | 三洋電機徳島 | 徳島県鳴門総合運動公園陸上競技場 |  |
| 13:00                | 小林康剛 6分, 81分 · 小山拓土 20分, 22分, 83分 · 鎌田祥平 62分, 89分 | 公式記録 |              | 観客数: 1,689人 主審: 廣瀬格     |  |

| 【48】 2006年10月9日                                                          | ベガルタ仙台                     | 2 - 2 (延長) (8 - 7 PK戦)                                           | 仙台大学                     | 七北田公園仙台スタジアム       |  |
| 13:00                                                                         | バロン 47分 · シュウェンク 112分 | 公式記録                                                            | 角田充弘 79分 · 柿沼亘 115分 | 観客数: 7,084人 主審: 今村亮一 |  |
|                                                                               |                                  | PK戦                                                                |                              |                                |  |
| シルビーニョ バロン 大柴克友 根引謙介 シュウェンク 木谷公亮 関口訓充 清水康也 |                                  | 阿部靖之 藤岡巧 池上礼一 増嶋義己 大橋良隆 柿沼亘 細川淳矢 根本友幸 |                              |                                |  |

### 4回戦
| 【49】 2005年11月3日 | 鹿島アントラーズ                                                                       | 7 - 0    | ホンダロック | 茨城県立カシマサッカースタジアム |  |
| 13:04                | 5分 (o.g.) · 増田誓志 13分, 22分, 52分 · 野沢拓也 24分 · 石川竜也 44分 · 中島裕希 89分 | 公式記録 |              | 観客数: 4,158人 主審: 西村雄一   |  |

| 【50】 2005年11月3日 | 大分トリニ－タ                              | 3 - 2    | 東京ヴェルディ1969         | 大分スポーツ公園 総合競技場 ビッグアイ |  |
| 13:00                | 山崎雅人 32分 · マグノ・アウベス 73分, 77分 | 公式記録 | 平野孝 9分 · 小林大悟 43分 | 観客数: 5,512人 主審: 野田祐樹         |  |

| 【51】 2005年11月3日 | 名古屋グランパスエイト | 1 - 0    | アローズ北陸 | 富山県総合運動公園陸上競技場    |  |
| 13:04                | 豊田陽平 49分          | 公式記録 |              | 観客数: 10,312人 主審: 鍋島將起 |  |

| 【52】 2005年11月3日 | 大宮アルディージャ | 1 - 0    | 京都パープルサンガ | さいたま市大宮公園サッカー場   |  |
| 13:00                | 若林学 44分        | 公式記録 |                    | 観客数: 2,638人 主審: 吉田寿光 |  |

| 【53】 2005年11月3日 | 浦和レッズ          | 2 - 1    | モンテディオ山形 | さいたま市駒場スタジアム        |  |
| 13:00                | マリッチ 55分, 57分 | 公式記録 | 林晃平 10分      | 観客数: 15,772人 主審: 吉田寿光 |  |

| 【54】 2005年11月3日 | FC東京                        | 2 - 0    | アビスパ福岡 | 味の素スタジアム               |  |
| 13:00                | 阿部吉朗 52分 · 鈴木規郎 57分 | 公式記録 |              | 観客数: 7,346人 主審: 村上伸次 |  |

| 【55】 2005年11月3日 | 横浜F・マリノス                                 | 4 - 0    | ベガルタ仙台 | 横浜市三ツ沢公園球技場         |  |
| 13:00                | 久保竜彦 16分, 45分 · 奥大介 54分 · グラウ 70分 | 公式記録 |              | 観客数: 6,625人 主審: 家本政明 |  |

| 【56】 2005年11月3日 | 川崎フロンターレ                                                | 5 - 1    | 佐川急便東京SC | 川崎市等々力陸上競技場       |  |
| 13:00                | 我那覇和樹 44分, 84分 · ジュニーニョ 58分, 89分 · マルクス 86分 | 公式記録 | 堀健人 16分    | 観客数: 3,389人 主審: 上川徹 |  |

| 【57】 2005年11月9日                                                                | ガンバ大阪                                   | 3 - 3 (延長) (7 - 6 PK戦)                                               | 横浜FC                                        | 万博記念競技場                 |  |
| 19:01                                                                               | 山口智 54分 · 大黒将志 89分 · 三木良太 119分 | 公式記録                                                                | 内田智也 19分 · 久保田学 52分 · 小野信義 94分 | 観客数: 2,735人 主審: 砂川恵一 |  |
|                                                                                     |                                              | PK戦                                                                    |                                               |                                |  |
| シジクレイ 大黒将志 フェルナンジーニョ 二川孝広 家長昭博 橋本英郎 三木良太 松下年宏 |                                              | 小野信義 城彰二 山口素弘 内田智也 貞富信宏 中島崇典 トゥイード 高田保則 |                                               |                                |  |

| 【58】 2005年11月3日                    | 柏レイソル                      | 2 - 2 (延長) (3 - 1 PK戦)             | ヴィッセル神戸             | 日立柏サッカー場             |  |
| 13:01                                   | 大谷秀和 70分 · 宇野沢祐次 78分 | 公式記録                              | 朴康造 1分 · 金古聖司 36分 | 観客数: 2,738人 主審: 松尾一 |  |
|                                         |                                 | PK戦                                  |                            |                              |  |
| クレーベル 宇野沢祐次 大野敏隆 小林祐三 |                                 | イヴォ 和多田充寿 北本久仁衛 金古聖司 |                            |                              |  |

| 【59】 2005年11月9日 | ジェフユナイテッド千葉                         | 3 - 2 (延長) | ヴァンフォーレ甲府            | 市原臨海競技場                 |  |
| 19:02                | 工藤浩平 36分 · 巻誠一郎 66分 · 水野晃樹 112分 | 公式記録     | バレー 44分 · 長谷川太郎 60分 | 観客数: 2,813人 主審: 長田和久 |  |

| 【60】 2005年11月3日                            | セレッソ大阪  | 1 - 1 (延長) (4 - 1 PK戦) | Honda FC      | 大阪市長居第2陸上競技場        |  |
| 13:04                                           | 古橋達弥 15分 | 公式記録                  | 新田純也 20分 | 観客数: 2,823人 主審: 早川一行 |  |
|                                                 |               | PK戦                      |               |                                |  |
| ブルーノ・クアドロス 古橋達弥 宮原裕司 前田和哉 |               | 宇留野純 向島満 石井雅之  |               |                                |  |

| 【61】 2005年11月3日 | ジュビロ磐田                                           | 4 - 0    | サガン鳥栖 | ヤマハスタジアム（磐田）       |  |
| 13:00                | 西紀寛 14分 (89) · 成岡翔 32分 · カレン・ロバート 61分 | 公式記録 |            | 観客数: 3,980人 主審: 塩川拓司 |  |

| 【62】 2005年11月3日 | アルビレックス新潟 | 1 - 0    | ザスパ草津 | 新潟スタジアム ビッグスワン     |  |
| 13:02                | 寺川能人 53分      | 公式記録 |            | 観客数: 10,892人 主審: 山西博文 |  |

| 【63】 2005年11月3日 | サンフレッチェ広島                          | 3 - 1    | 水戸ホーリーホック | 広島ビッグアーチ               |  |
| 13:01                | ガウボン 52分 · 大木勉 67分 · 森﨑和幸 87分 | 公式記録 | 深津康太 83分      | 観客数: 3,076人 主審: 山西博文 |  |

| 【64】 2005年11月3日 | 清水エスパルス                                                        | 5 - 0    | 徳島ヴォルティス | 日本平スタジアム               |  |
| 13:00                | 久保山由清 19分, 57分, 62分 · チョ・ジェジン 65分 · チェ・テウク 89分 | 公式記録 |                  | 観客数: 3,818人 主審: 前田拓哉 |  |

### 5回戦
| 【65】 2005年12月10日 | 鹿島アントラーズ                                              | 3 - 0    | 大分トリニータ | 茨城県立カシマサッカースタジアム |  |
| 13:04                 | フェルナンド 24分 · アレックス・ミネイロ 66分 · 本山雅志 76分 | 公式記録 |                | 観客数: 5,695人 主審: 奥谷彰男   |  |

| 【66】 2005年12月10日 | 名古屋グランパスエイト | 1 - 2 (延長) | 大宮アルディージャ                | 日本平スタジアム               |  |
| 13:00                 | 中村直志 104分         | 公式記録     | 藤本主税 103分 · トニーニョ 111分 | 観客数: 1,513人 主審: 砂川恵一 |  |

| 【67】 2005年12月10日 | 浦和レッズ                    | 2 - 0    | FC東京 | 愛媛県総合運動公園陸上競技場   |  |
| 13:03                 | マリッチ 30分 · 山田暢久 61分 | 公式記録 |        | 観客数: 8,355人 主審: 長田和久 |  |

| 【68】 2005年12月10日 | 横浜F・マリノス     | 2 - 3 (延長) | 川崎フロンターレ                  | 長崎県立総合運動公園陸上競技場 |  |
| 13:03                 | 久保竜彦 68分, 89分 | 公式記録     | フッキ 24分, 73分 · 中村憲剛 97分 | 観客数: 8,155人 主審: 松尾一   |  |

| 【69】 2005年12月17日 | ガンバ大阪                                                        | 5 - 3    | 柏レイソル                          | 神戸ウイングスタジアム         |  |
| 13:02                 | 寺田紳一 50分 · 大黒将志 50分 · アラウージョ 50分 · 松波正信 50分 | 公式記録 | 鈴木達也 61分, 62分 · 大谷秀和 79分 | 観客数: 6,618人 主審: 高山啓義 |  |

| 【70】 2005年12月10日 | ジェフユナイテッド千葉    | 2 - 5    | セレッソ大阪                                                                              | 鳥取市営サッカー場バードスタジアム |  |
| 13:04                 | 林丈統 74分 · ハース 83分 | 公式記録 | 森島寛晃 13分 · ブルーノ・クアドロス 43分 · 黒部光昭 56分 · 古橋達弥 58分 · 前田和哉 66分 | 観客数: 5,135人 主審: 山西博文     |  |

| 【71】 2005年12月10日 | ジュビロ磐田                 | 2 - 1 (延長) | アルビレックス新潟 | ヤマハスタジアム（磐田）     |  |
| 13:00                 | 福西崇史 79分 · 田中誠 115分 | 公式記録     | 上野優作 89分      | 観客数: 5,072人 主審: 穴沢努 |  |

| 【72】 2005年12月10日 | サンフレッチェ広島 | 0 - 3    | 清水エスパルス                                        | 広島県営広島スタジアム         |  |
| 13:01                 |                    | 公式記録 | 久保山由清 10分 · 兵働昭弘 11分 · マルキーニョス 57分 | 観客数: 3,015人 主審: 扇谷健司 |  |

### 準々決勝
| 【73】 2005年12月24日 | 鹿島アントラーズ | 0 - 1    | 大宮アルディージャ | 七北田公園仙台スタジアム       |  |
| 15:04                 |                  | 公式記録 | 森田浩史 55分      | 観客数: 6,298人 主審: 岡田正義 |  |

| 【74】 2005年12月24日 | 浦和レッズ                    | 2 - 0    | 川崎フロンターレ | 埼玉スタジアム2002              |  |
| 13:03                 | マリッチ 69分 · 堀之内聖 83分 | 公式記録 |                  | 観客数: 27,589人 主審: 吉田寿光 |  |

| 【75】 2005年12月24日 | ガンバ大阪      | 1 - 3    | セレッソ大阪                                      | 長居スタジアム                  |  |
| 13:03                 | シジクレイ 58分 | 公式記録 | 森島寛晃 40分 · 古橋達弥 51分 · ファビーニョ 53分 | 観客数: 15,329人 主審: 西村雄一 |  |

| 【76】 2005年12月24日 | ジュビロ磐田 | 0 - 1    | 清水エスパルス      | 香川県立丸亀競技場             |  |
| 13:02                 |              | 公式記録 | マルキーニョス 89分 | 観客数: 7,354人 主審: 家本政明 |  |

### 準決勝
| 【77】 2005年12月29日 | 大宮アルディージャ            | 2 - 4 (延長) | 浦和レッズ                                           | 国立競技場                      |  |
| 15:04                 | 片岡洋介 24分 · 冨田大介 89分 | 公式記録     | マリッチ 23分 · 長谷部誠 62分, 102分 · 山田暢久 95分 | 観客数: 31,441人 主審: 松村和彦 |  |

| 【78】 2005年12月29日 | セレッソ大阪 | 0 - 1 (延長) | 清水エスパルス       | 静岡スタジアム エコパ           |  |
| 13:08                 |              | 公式記録     | チョ・ジェジン 101分 | 観客数: 11,270人 主審: 柏原丈二 |  |

### 決勝
決勝に勝ち残ったのは、2001年以来の天皇杯を目指す清水エスパルスと、前身の三菱重工時代以来25年ぶりの優勝を目指す浦和レッドダイヤモンズの2チームであった。熱狂的なファンを多く抱える浦和のJリーグ発足後初の天皇杯決勝進出とあって、2006年元旦の国立競技場には5万人を超える観衆が詰めかけた。
両チームとも守備重視ではないかという試合前の予想に反して試合開始から攻勢をかけたのは清水であったが、前半39分にロブソン・ポンテの右CKに堀之内聖がフリーでが飛び込むが、清水守備陣が反応してクリア。これを三都主アレサンドロが拾って、左サイドに流れた山田暢久とのリターンパスからクロスを上げ、これに反応した堀之内が2度目のヘッドで先制点を挙げた。清水は、これが本大会初失点であった。前半はこのまま浦和の1点リードで折り返す。
後半清水は怒濤の反撃に出るが浦和がこれをしのぐ。清水は後半27分に市川大祐と平松康平を同時に投入するが、これで逆に守備に一瞬の隙が生じることとなり、後半28分にポンテと赤星貴文のパス交換から中央へ走り込んできたトミスラフ・マリッチが右足ダイレクトでだめ押し点となる2点目を決め、浦和がJリーグ発足後初、前身の三菱重工以来25年ぶり5度目の優勝を果たした。2点目を挙げたマリッチは2005年7月に浦和に加入し、半年契約を更新せずに天皇杯限りでの退団が決まっていたが、同大会では5試合で6得点の活躍を見せ、チームに天皇杯をもたらした。これで浦和は2007年のACL出場権を獲得し、同大会での優勝につながった。
清水は、後半31分に右サイドのFKからこぼれ球を市川大祐が決めて1点を返すものの、その8分後には平松康平が審判への異議で2枚目のイエローカードを受け退場処分となるなど、後一歩のところで攻め手を欠いて、長谷川健太の監督就任1年目での天皇杯獲得とは成らなかった。
| 2006年1月1日 14:03 【79】 |

| 浦和レッズ                    | 2 - 1    | 清水エスパルス |
| 堀之内聖 39分 · マリッチ 73分 | 公式記録 | 市川大祐 76分  |

| 国立霞ヶ丘陸上競技場 観客数: 51,536人 主審: 上川徹 |

- この節の参考資料
  - 【第85回天皇杯決勝：浦和 vs 清水　浦和レポート】見せつけた「決定力の差」。2点を死守した浦和が、25年ぶりに天皇杯のタイトルを奪取 - J's GOAL 2006年1月1日配信記事
  - 【第85回天皇杯決勝：浦和 vs 清水　清水レポート】多くのチャンスを生かせず敗戦も、新シーズンに向けて確かな手応え - J's GOAL 2006年1月1日配信記事

## 補足
1. ↑  総理大臣杯準優勝の早稲田大学は、関東大学サッカーリーグ戦の上位4校に出場権が与えられていた1997年の第77回大会以来、8年ぶり28回目の出場を逃した。
2. ↑  浦和は2006年のJリーグディビジョン1でも優勝し、2007年のACL出場権は重複した。
3. ↑  長谷川は監督最終年の2011年元旦の決勝でも敗れて天皇杯獲得を逃している。